# Aderus fasciolatus
Aderus fasciolatus là một loài bọ cánh cứng trong họ Aderidae. Loài này được Marseul miêu tả khoa học năm 1882.